# K2 (gra)
K2 – strategiczna gra planszowa dla 1-5 graczy zaprojektowana przez Adama Kałużę wydana w 2010 roku przez wydawnictwo Rebel. 
W 2011 gra została nominowana do nagrody Gry Roku w Polsce, natomiast w 2012 do nagrody Spiel des Jahres w kategorii Kennerspiel (gra zaawansowana). Jest to jednocześnie pierwsza polska gra planszowa nominowana do ww. nagrody.

## Rozgrywka
Każdy z graczy kieruje zespołem dwóch himalaistów, którzy starają się zdobyć szczyt góry K2 oraz przetrwać 18-dniową wyprawę. Himalaistów porusza się po planszy za pomocą kart, które gracze zagrywają z ręki. Punkty zwycięstwa zdobywa się za osiągnięcie pionkami wyznaczonych pułapów wysokościowych na planszy (aby wygrać grę nie jest konieczne wejście na sam szczyt). Podczas rozgrywki należy zwracać uwagę na poziom aklimatyzacji himalaistów – jeżeli spadnie poniżej minimalnej wartości, dany zawodnik ginie, a osiągnięte danym himalaistą punkty przepadają.
Do gry powstały trzy dodatki:
- K2 Broad Peek – nowa plansza oraz dwa nowe warianty gry[5]
- K2 Lawina – cztery nowe kafle pogody[6]
- K2 Lhotse – nowe kafle pogody, nowa plansza oraz dwa nowe warianty gry[7]

## Zawartość pudełka
- 1 plansza, dwustronna
- 5 plansz graczy
- 12 kafli pogody (6 letnich, 6 zimowych)
- 90 kart akcji
- 5 kart ratunku
- 20 żetonów ryzyka
- 20 pionków himalaistów
- 10 pionków namiotów
- 10 znaczników aklimatyzacji
- znacznik pogody
- znacznik gracza rozpoczynającego
- instrukcja polska i angielska